# Kultúrnépek

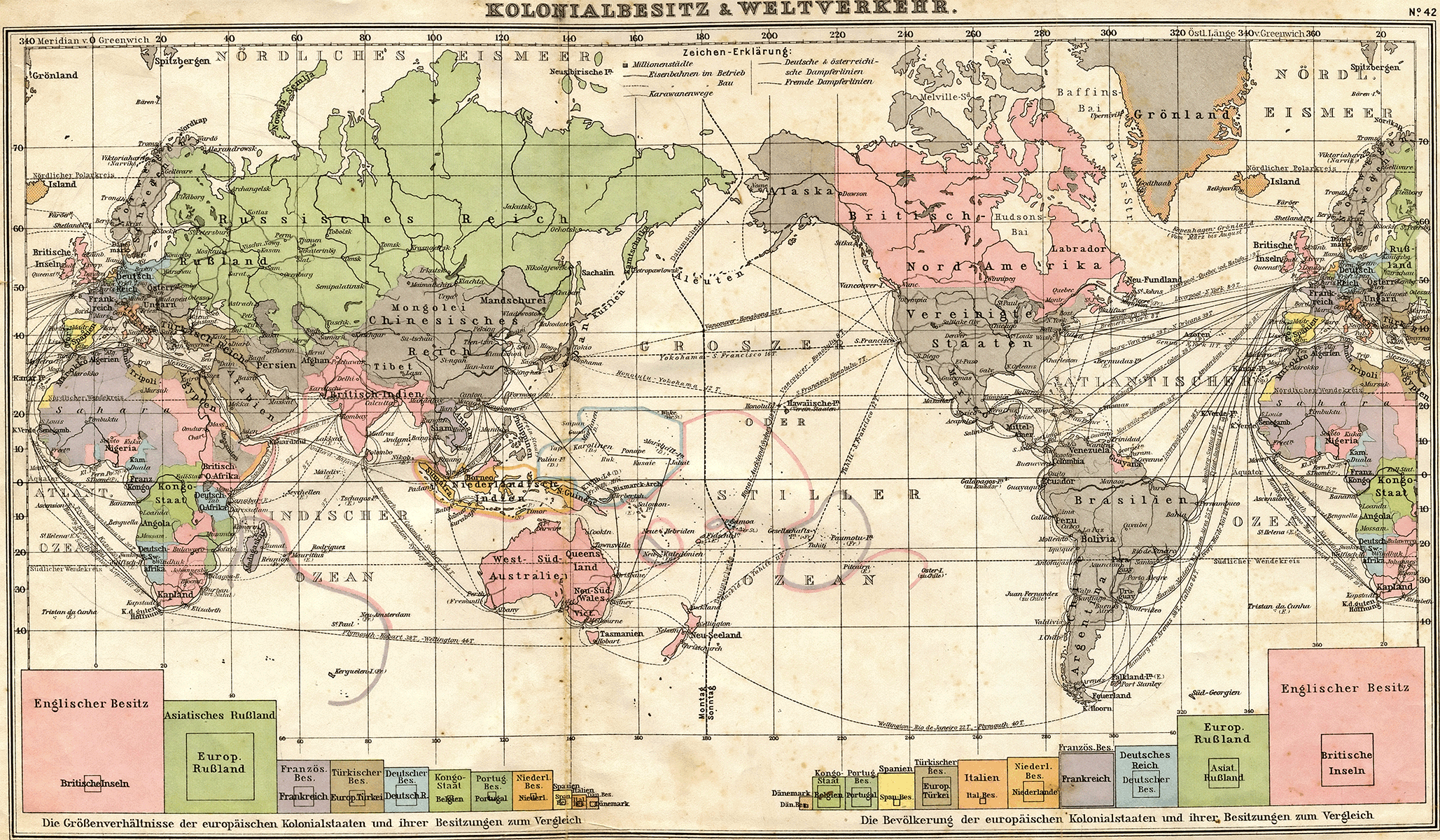
A Föld 1905 körül, különös tekintettel a nagyhatalmak gyarmataira (Bibliothek allgemeinen und praktischen Wissens für Militäranwärter Band I, 1905 / Deutsches Verlaghaus Bong & Co Berlin * Leipzig * Wien * Stuttgart)

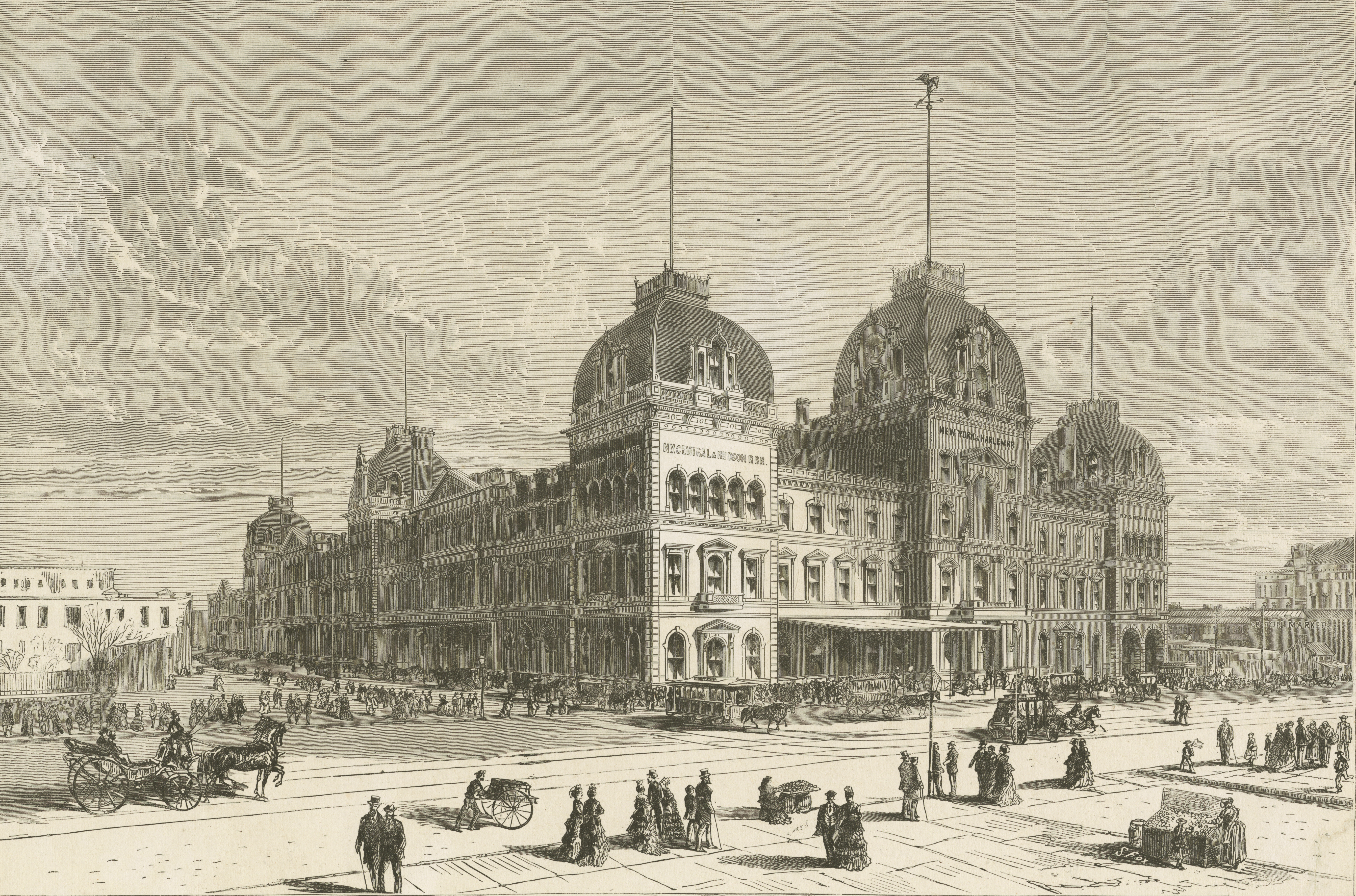
Régi központi pályaudvar, New York (1860/1870-es évekbeli metszet)

Kultúrnépek (németül: Kulturvölker) kifejezés alatt alatt a régebbi tudományos munkák a magasabb anyagi kultúrával rendelkező népeket nevezték meg, szembeállítva őket a természeti-törzsi népekkel (néhol a nomád népekkel).

## A kifejezés jelentése

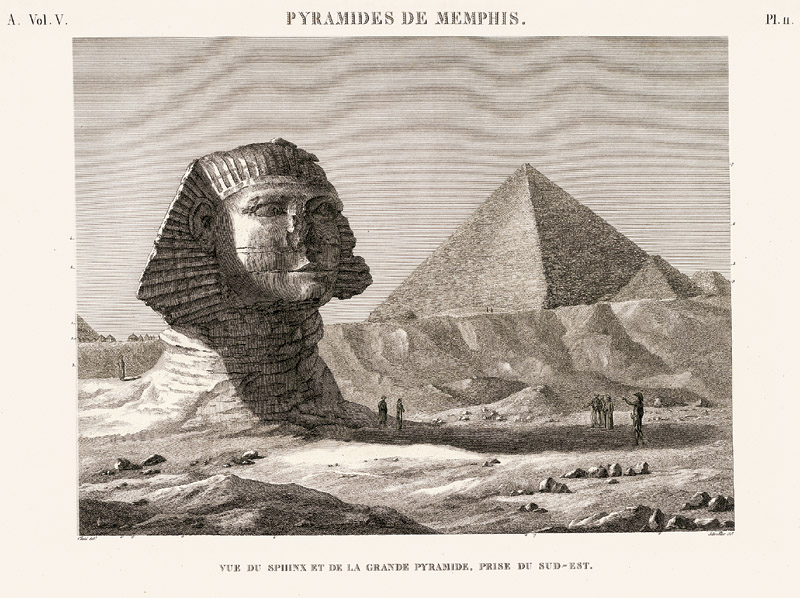
Egyiptomot ábrázoló metszet a Description de l'Egypte 1823-as kiadásában

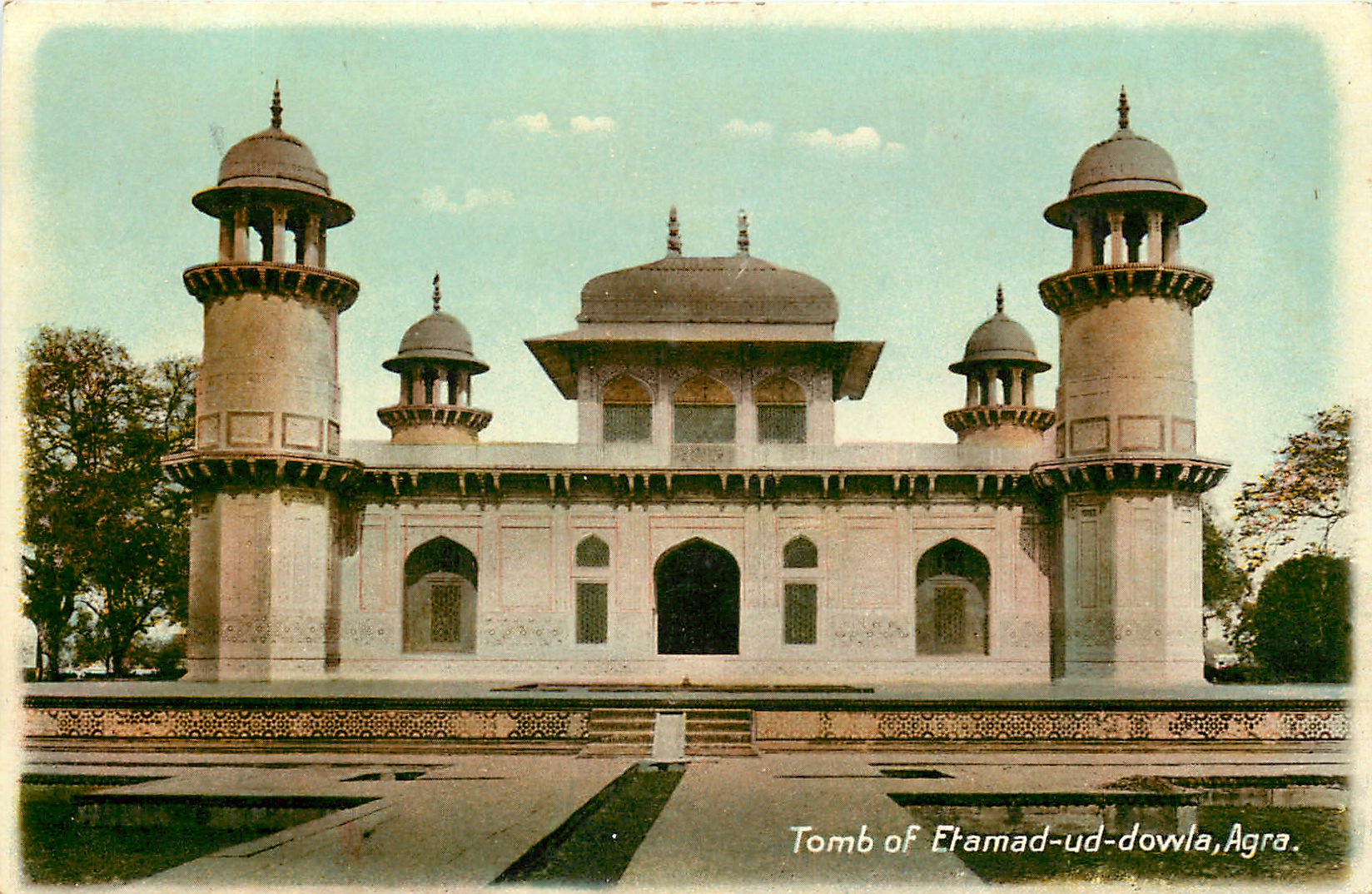
Etamad-ud-Dowla síremléke, India (19. századi képeslap)

A régebbi, 19. századi, 20. század eleji tudományos művekben volt elterjedt kifejezés. Fő célja a megkülönböztetés volt a Föld népei között a magasabb technikai fejlettség kiemelésére. Ebbe beletartozott/beletartozhatott pl. a városiasodottság, maradandó építészeti emlékek, az írásbeliség, a tudományosság megjelenése, elterjedése, fejlett közigazgatás stb.
A természeti népek lebecsülése (többek között a gyarmatosítás eredményeként) igen jellemző volt a régebbi tudományos munkákra. Ez a lebecsülés ugyanakkor nem vagy nem teljesen terjedt ki olyan Európán kívüli civilizációk megítélésére, amelyek magasabb technikai fejlettséggel rendelkeztek a nagyobb földrajzi felfedezések vagy a Föld tudományos teljes körű feltárása, azaz a 19. században idején, esetleg jóval korábbi időkből nyomai voltak civilizációnak.
A felfedezők, misszionáriusok és/vagy meghódítók ámulattal nézték Egyiptom, Mezopotámia, Kína, Japán, az Azték Birodalom, a maják, az inkák élő vagy a régészeti kutatások során kibontakozó kultúrtörténeti maradványait, de népszerűek voltak az Indiát vagy az arab világot (elsősorban Perzsiát bemutató) festmények, útleírások, ilyen vidékekről származó eredeti vagy hamisított műkincsek. Az ilyen fajta „orientalizmus” megfigyelhető volt a saját, európai építészet, festészet, irodalom, néhol a zene fejlődésénél is. A kultúrnépek fogalma az orientalizmus során megismert népeknél több, mert a saját, európai kultúrában (és annak 19. századi másolataiban pl. Észak-Amerikában, Ausztráliában) élő népek is beleértendők.
Napjainkra, a 21. században (néhány elszigetelt természeti népet, törzset leszámítva) a földön technikai értelemben véve csak kultúrnépek laknak. A kifejezést ugyanakkor kevésbé használják, mert a néprajzi kutatások a természeti-törzsi népek számos értékére mutatták rá (pl. dal- és mesekincs, életben maradási technikák, különleges szokások, ruházatok, vallás, mitológia).

## Népi kultúrák
Fontos kiemelni, hogy egy-egy régi magaskultúrán belül is komoly eltéréseket mutatott a társadalom különböző szintjein élő emberek hétköznapi élete. Az alsó, szegényebb, kevésbé művelt csoportok kultúrájára nem szokás összefoglalóan használni a primitív/természeti jelzőt, inkább népi kultúra kifejezés terjedt el, szemben a felsőbb/műveltebb rétegek magaskultúrájával. (Azaz a magaskultúra szónak két jelentése is van.)

## Példák használatára

### Könyvcímek
- Alfred Vierkandt: Naturvölker und Kulturvölker. Ein Beitrag zur Socialpsychologie, 1896[1]
- Rudolf Steiner: Az emberiség történelme és a kultúrnépek világszemléletei (ford. Drahos Sándor), Budapest, 2010[2]
- Jacob Falke: Costümgeschichte der Kulturvölker[3]
- Josef Müller: Das sexuelle Leben der alten Kulturvölker[4]
- Reinhold Schairer und Conrad Hoffmann: Die Universitätsideale der Kulturvölker, 1925[5]

### Könyvfejezetek
- A keleti kultúrnépek vallásai In: Szimonidesz Lajos: A világ vallásai 1. Primitív és kulturvallások, iszlám és buddhizmus (Budapest, 1928)[6]
- A délkelet-ázsiai kultúrnépek In: Pozsgai József - Vályi Rózsi - Detre Józsefné szerk.): A Kultúra világa 3. pótkötet - Sport és testkultúra. A tánc. A világ népei (Budapest, 1965)[7]
- A keleti kultúrnépek zenéje. In: Lyka Károly - Kacsoh Pongrác: A művészet könyve - A műveltség könyvtára 7. (1909)[8]
- Az európai kultúrnépek harca a társadalmi igazság megvalósításáért In: Szent Margit katolikus leánygimnázium iskolai értesítője, Esztergom, 1941[9]

## Egyéb kapcsolódó irodalom
- Hellwald Frigyes: A föld és népei – Föld és népismei kézikönyv I–III., Mehner Vilmos Kiadása, Budapest, 1879–1881 → újraírt kiadás: (szerk.) György Aladár: A Föld és népei. Népszerű földrajzi és népismereti kézikönyv, Franklin-Társulat Magyar Irodalmi Intézet és Könyvnyomda, Budapest, 1904–1906

- Grahame Clark: A vadembertől a civilizációig. Szikra Kiadás, Budapest, 1949
- Kaj Birket-Smith: A kultúra ösvényei. Általános etnológia, Gondolat Kiadó, Budapest, 1969
- F. Boas: Népek, nyelvek, kultúrák. Válogatott írások, Gondolat Könyvkiadó, Budapest, 1975, ISBN 963-280-148-2
- V. P. Alekszejev: Az emberi rasszok földrajza (ford. Zalai Edvin), Gondolat Könyvkiadó, Budapest, 1977, ISBN 963-280-510-0
- Ny. Ny. Csebokszarov – I. A. Csebokszarova: Népek, rasszok, kultúrák, Gondolat Kiadó, Budapest, 1980, ISBN 963-280-767-7
- Urs Bitterli: „Vadak” és „civilizáltak” – Az európai-tengerentúli érintkezés szellem- és kultúrtörténete, Gondolat Könyvkiadó, Budapest, 1984, ISBN 963-281-178-X
- Hollós Marida: Bevezetés a kulturális antropológiába, ELTE-BTK Kulturális Antropológia, Budapest, 1993 (tankönyv)
- Bujdosó Dezső: Bevezetés a kulturális antropológiába I. Szöveggyűjtemény, Zsigmond Király Főiskola, Budapest, 2003, ISBN 963-863-019-1
- (szerk.) Dániel Mona: A tükör két oldala. Bevezetés a kulturális antropológiába, Nyitott Könyvműhely, Budapest, 2007, ISBN 978-963-9725-21-8
- Újvári Edit: Bevezetés a kulturális antropológia történetébe, Szegedi Egyetemi Kiadó – Juhász Gyula Felsőoktatási Kiadó, Szeged, 2008, ISBN 978-963-7356-89-6

### Könyvsorozatok
- A Műveltség Útja, Tolnai Nyomdai Műintézet és Kiadóvállalat Rt., Budapest, 1929–1933
- A Föld népei, Gondolat Könyvkiadó – Püski Kiadó Kft. – Magyar Ház Kft., Budapest, 1979–2009